# 劉建緒
劉建緒（1892年10月2日—1978年3月22日），号恢先，字子養，男，湖南醴陵人，中华民国政治人物。屬CC派。

## 生平

### 早年
光绪十八年（1892年）10月2日出生于湖南省长沙府醴陵縣北乡的清安铺。光緒二十九年（1903年）就读湖南省省立师范馆附小，光緒三十三年（1907年）转学新成立的兰谊小学。宣統元年（1909年）考进湖南省长沙府中学堂。民國二年（1913年）进陆军第二预备学校。民國四年（1915年）进保定陆军军官学校，炮科第三期。是何键的军校同期同学。
共产党高级将领左权一岁半丧父，后来被刘建绪亲弟弟刘建喜夫妇收养，并资助他上学。

### 中年經歷
毕业后参加一系列战役，包括1923年的湖南护宪。1926年随唐生智国民革命军第八军参加北伐,任第二师第四旅旅长。北伐军进驻武汉后,第二师扩编为第三十五军任副军长兼师长。
何键的基本部队第三十五军主力缩编为第19师后，由刘建绪担任首任师长。1928年12月，刘建绪就曾率第19师参与进剿井冈山根据地，并与从井冈山突围的彭德怀的红五军打了一仗，互有伤亡。刘建绪从其反动立场出发，认为与红军打仗的关键是要集中几路主力击败其主力，之后便不足为惧，这也是刘建绪每遇到红军作战都十分凶猛的原因。1929年1月第15、16、19三个主力师合编为第二十八军后，又由刘建绪担任军长兼任平浏绥靖处处长，1931年兼任湖南省保安司令部副司令，1933年任西路军参谋长兼第1纵队司令，参加了第5次围剿，1934年11月任追剿军第1军团司令，围堵长征红军。湘江之战中，刘建绪指挥第28军主力猛攻红一军团在觉山铺的阻击阵地，双方伤亡都非常大，湘军还一度打到红一军团指挥部附近。1935年2月任剿匪军第1路前敌总指挥。1935年9月取代何键成为第四路军总指挥。1935年11月当选为中国国民党第五届中央候补执行委员，后递补为中央执行委员。1936年9月成为何键集团中首个晋升二级上将军衔的将领。
1937年1月6日，第四路軍總指揮劉建緒奉命率部入浙，从此脱离了何键的控制。在浙江衢縣主持開閩浙皖贛四省邊區綏靖會議，討論進攻中国工农红军游擊部隊辦法；會期兩日，到會者70餘人:5331。5月7日，閩浙贛皖四省邊區主任劉建緒訓令各縣縣長，在向紅軍游擊隊進攻期間，各縣長必須親自辦理善後工作:5421。6月23日，蔣電令劉建緒，加緊進攻紅軍南方游擊部隊，「早完任務為要」:5451。
抗战爆发后，分拆成两个集团军的第四路军在淞沪会战中遭到重创，刘建绪任第十集团军总司令，也被明升暗降为第三战区副司令长官，从此不再拥有军事指挥权。1940年元月在零陵开办复兴实业银行，其前身为醴陵农民银行,因醴陵县公股退出,私股股东以私股本息及红利另组复兴实业银行，6月迁至衡阳。股金中95%为醴陵现役、退役军官所有。民國31年（1942年）起奉命离军从政，任中華民國福建省政府主席，先在临时省会永安，后回到福州。政治态度逐步倾向开明，将反共骨干分子调出省政府，暗中掩护过一些中共地下党员和民主人士。聘请著名学者、《资本论》译者王亚南为社会科学研究所所长，地下党员、国际问题评论家杨潮为研究员；对地下党员余志宏和进步人士陈公培、马子谷等人以礼相待。
1948年春，福建发生学潮，他暗中通知福建协和大学，使一批学生领袖及时转移，避免了特务的迫害。福建省地方势力要求“闽人治闽”的形势下，1948年辞福建省政府主席职，携眷回湖南长沙。刘建绪一面开办复兴银行搞金融，先后在上海、广州、武汉、香港、醴陵等地设分行；一面又办学兴校，拨款资助醴陵的湘东和兰谊两所中学，并任董事长。1949年7月去香港，住在复兴银行宿舍，与龙云等40多位军政要人在香港发表联合宣言，表示与国民党划清界线，拥护中国共产党的领导和新中国。共产党邀请他回国，仍犹豫不决，在香港坚持一年多。朝鲜战争爆发后认为美国会胜利，于是申请入台，蒋介石要求他发表反共声明澄清立场。1951年初刘建绪登报声明后仍被拒绝入台。复兴银行香港分行的前身仅是一个办事处，没有港英政府的银行营业执照，直到1946年才领到正式的营业执照。内地解放后，许多有钱的人逃到香港，想做投机买卖，这时向英国政府申请营业执照，不仅要花很多钱，而且很不容易，因此一张银行执照，在当时的香港就很值钱。香港复兴银行只有两间房子连一个骑楼，场面不大。业务范围也仅做些国内黑市汇兑和吸收少数存款。在湖南的总行并无多少资金拨存香港。刘建绪卖了湖南复兴银行香港分行的营业执照给袁德泉，拿了16万港币，1951年举家移民巴西。

### 逝世
1978年3月病逝于巴西，终年86岁。